# الكابري (فلسطين)
الكابري هي قرية فلسطينية مهجرة في الجليل تقع على بعد 12.5 كم (7.8 ميل) شمال شرق عكا. وعلى مسافة حوالي 5 كم من البحر الأبيض المتوسط، وحوالي 5 كم إلى الشرق من نهاريا، على ارتفاع 84 مترًا عن سطح البحر. تَمت السيطرة عليها من قبل القوات الصهيونية الإسرائيلية خلال الحرب الإسرائيلية عام 1945 و1948، كان عدد سكانها عام 1948 1770 نسمة، ومجموع مساحتها 28,729 دونم.

## التاريخ
تدل المكتشفات الأثرية التي عُثر عليها في الكابري على أنّ المكان كان مسكونًا قبل سنة 3200 قبل الميلاد، ويخمن المؤرخون اليهود أنّ القرية تقوم على البقعة التي كانت تقوم عليها (كابريتا) أو (كابريته) المذكورة في التلمود، أمّا مصطفى مراد الدباغ في كتابه «بلادنا فلسطين» فيقول إنّ اسمها تحريف (كابرايا) الآرامية بمعنى الكبير والغني، وتبنى هذا التفسير وليد الخالدي في كتابه «كي لا ننسى»، وأسماها الصليبيون "Cabra". وقد حررها السلطان الأشرف خليل المملوكي سنة 690ھ/1291م، ويسميها المقريزي في كتابه السلوك لمعرفة دول الملوك باسم الكابرة من قرى عكا التي أوقفها السلطان الأشرف خليل على القبة المنصورية في القاهرة. في سجلات الضرائب العثمانية في القرن السادس عشر للميلاد يظهر اسم القرية «كابرا» ما يدل على أن اسم القرية مشتق من الجذر السامي «كبر» ويدل على حجمها الكبير وغناها.  
خلال الانتداب البريطاني كانت منازل القرية مبنية بالحجارة والاسمنت أو بالحجارة والطين أو بالاسمنت المسلح وكان سكانها جميعهم من المسلمين وكان لها مسجدها الخاص ومدرسة ابتدائية للبنين وكان اقتصادها يعتمد على الزراعة، وتربية الحيوانات في 1944\ 1945 كان ما مجموعه 743 دونمًا مخصصًا للحمضيات والموز 14,124 دونما للحبوب و 5278 دونمًا مرويا أو مستخدمًا للبساتين منها 540 دونما غرست فيها أشجار الزيتون، وخلال النصف الثاني من فترة الانتداب كان بعض سكان الكابري يربي المواشي.

## الموقع الجغرافي
كانت القرية مبنية في منطقة حيث السفوح الغربية لجبال الجليل تلتقي سهل عكا وكان يربطها بمستعمرة نهاريا الطريق العام (إلى الغرب)، الذي كان يرتبط بدوره بالطريق العام الساحلي المؤدي إلى عكا جنوباً وكانت القرية معروفة بكثرة مياهها وبينابيعها عين الفوار وعين العسل وعين كابري (عين الباشا)، كانت العيون تضخ معا ما مجموعه 8,6 ملايين متر مكعب سنويا وهذا ما جعلها من أهم مصادر مياه الشرب في فلسطين والمصدر الأساسي لها في قضاء عكا وقد بني بعض قنوات المياه التي كانت تجلب المياه منها إلى عكا في العصر الهلنستي وبنيت قناتان في القرن التاسع عشر للغرض ذاته من قبل حاكمين متتاليين من حكام عكا. هما: أحمد باشا الجزار سنة 1800 وسليمان باشا في سنة 1841. كما يمر بالكابري وادي المفشوخ.
كان في الموقع أسس أبنية وقطع من الفسيفساء ومقابر منحوتة في الصخر وكان إلى جانب القرية خربة فيها بقايا بناء مربع مبني بالحجارة المنحوتة وصهاريج للمياه محفورة في الصخر.

## احتلال القرية
احتُلّت القرية يوم 21 مايو 1948 ضمن المرحلة الثانية من عملية بن عمي، وفق الروايات الشفوية التي جمعها المؤرخ الفلسطيني نافذ نزال في السبعينيات مع سكان القرية، أكدوا أنّ الحرب وصلت إلى الكابري قبل هجوم مايو النهائي بمدة، من ضمنها هجوما في 1 فبراير 1948 حين هاجمت وحدة صهيونية صغيرة منزل زعيم في القرية مرتبط بتحالف مع مفتي القدس، مما حدا بأهل القرية إلى إيقاف حركة مرور اليهود على الطريق العام إلى الشمال، وفي 28 مارس نصب سكان القرية كمينًا لثلاث عربات مدرعة تواكب قافلة عسكرية، وهي عملية رفضت وحدة جيش الإنقاذ العربي أنْ تشارك فيها في البدء، قُتل 74 جنديًا من الهاغاناه في هذه المعركة وجاء تقرير لصحيفة (نيويورك تايمز) ليؤكد حدوث هذا الاشتباك، وأورد مقتل 49 من اليهود و6 من العرب، وأضاف إنّ قوام القافلة اليهودية كان خمس شاحنات وعربة واحدة وقد اضطر هذا الأمر البريطانيين إلى قصف الكابري وفيما بعد خلال الهجوم الأخير على القرية أُلقي القبض على عدد غير معروف من سكان القرية وقُتل البعض الآخر وهذا بحسب ما جاء في شهادات السكان، وقُتل بعضهم أيضًا في أثناء تشردهم في الجليل حين علمت القوات الصهيونية أنّهم من الكابري.

## أهالي سحماتا
عاش معظم مهجري الكابري في مخيمات برج البراجنة، شاتيلا، الرشيدية، حماة، حمص، جرمانا وغيرها.

## صور

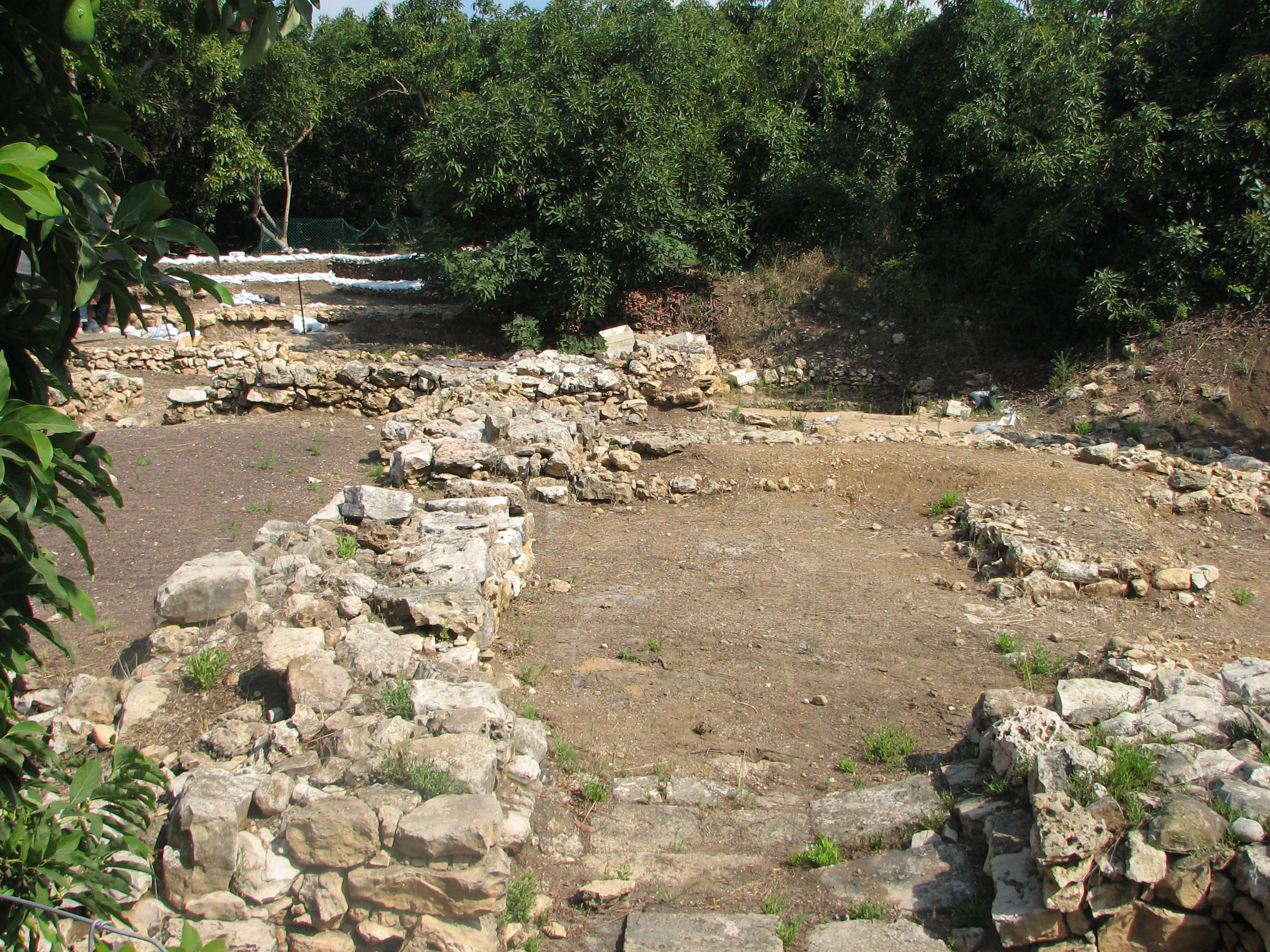
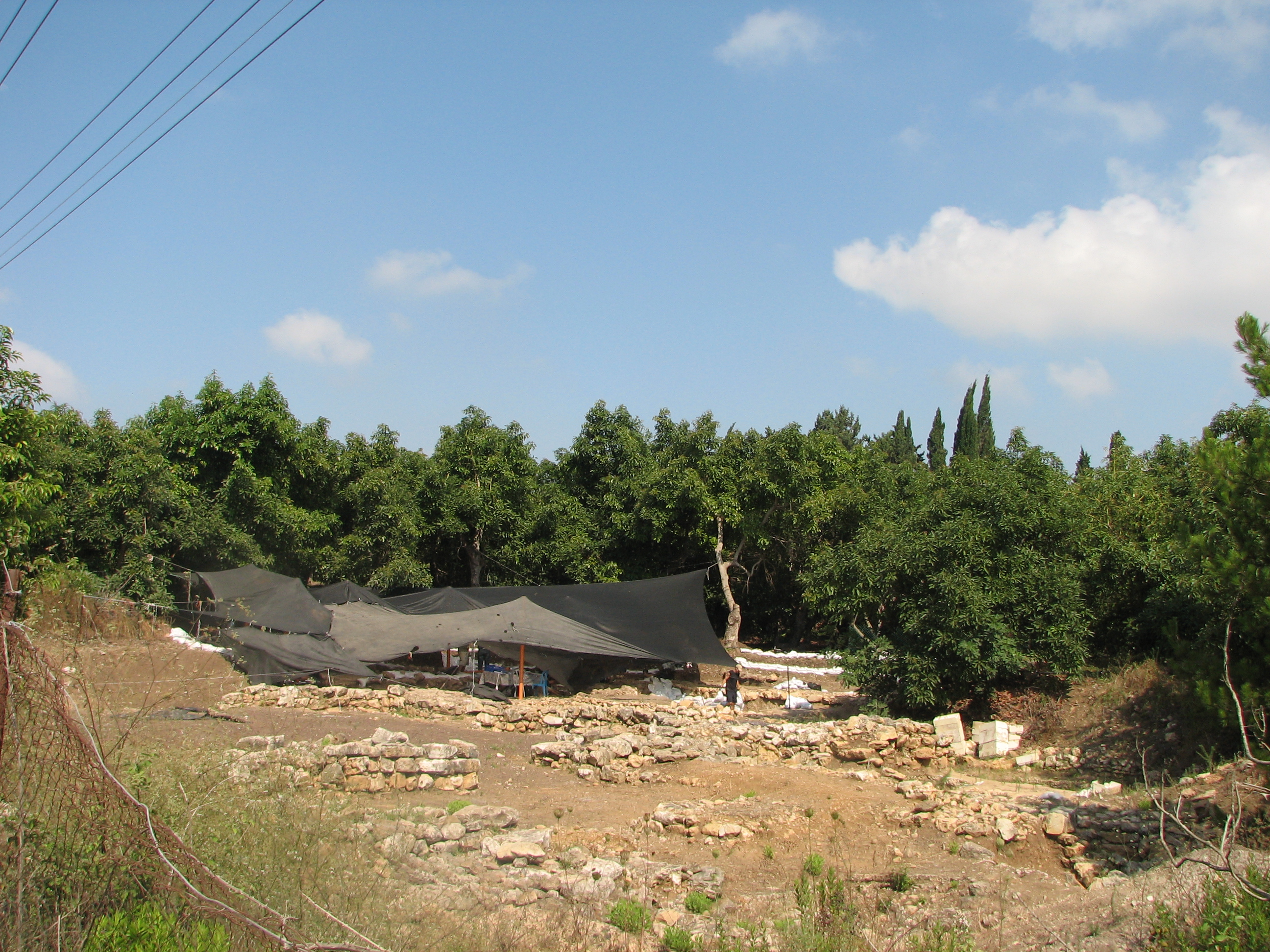
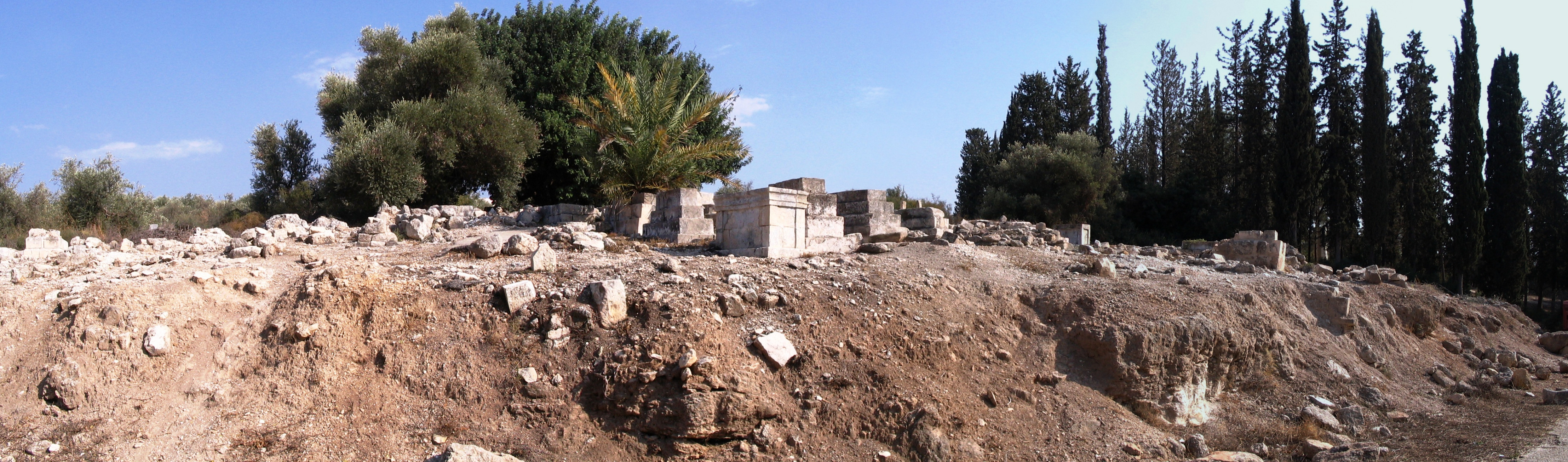
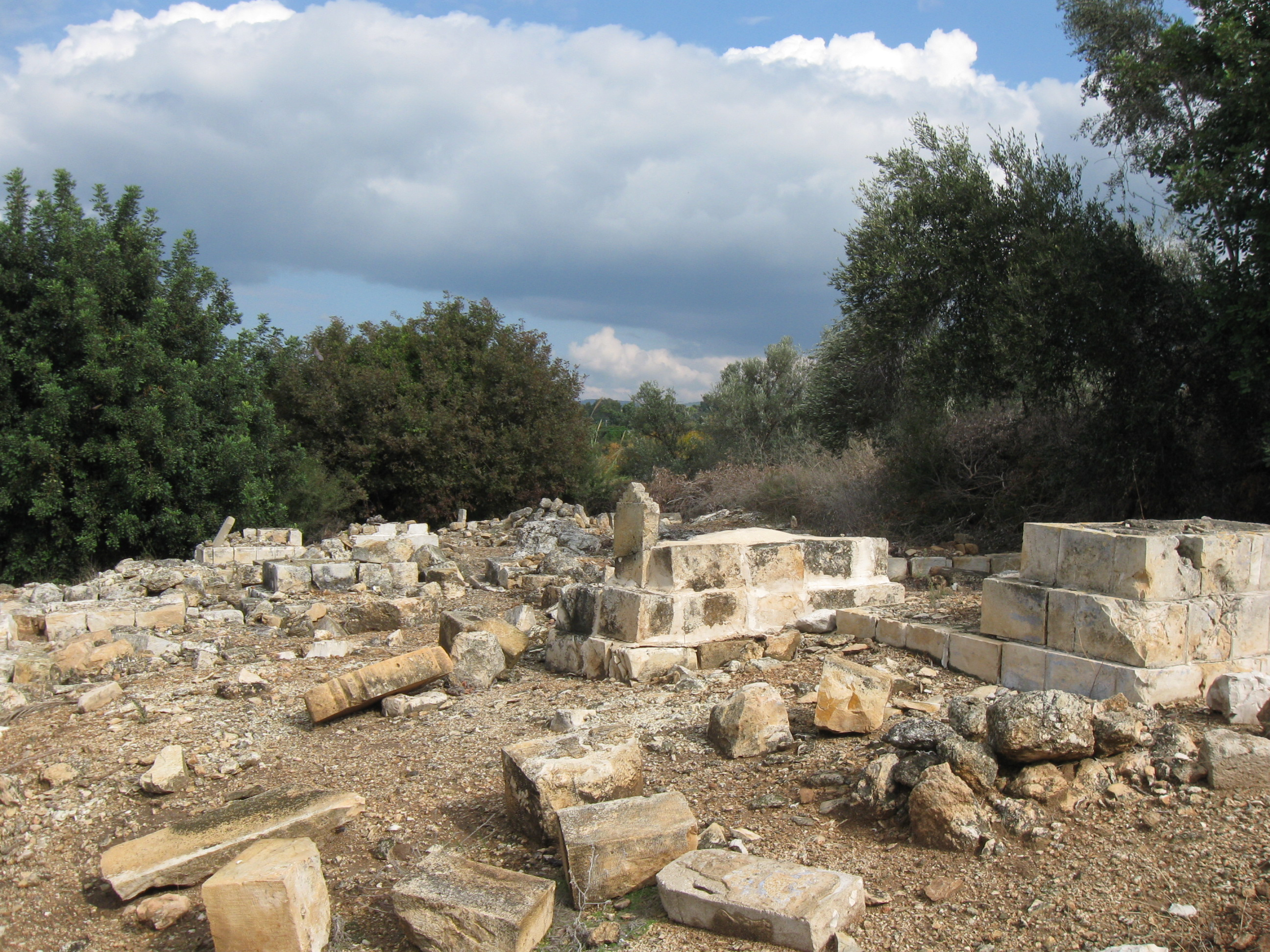
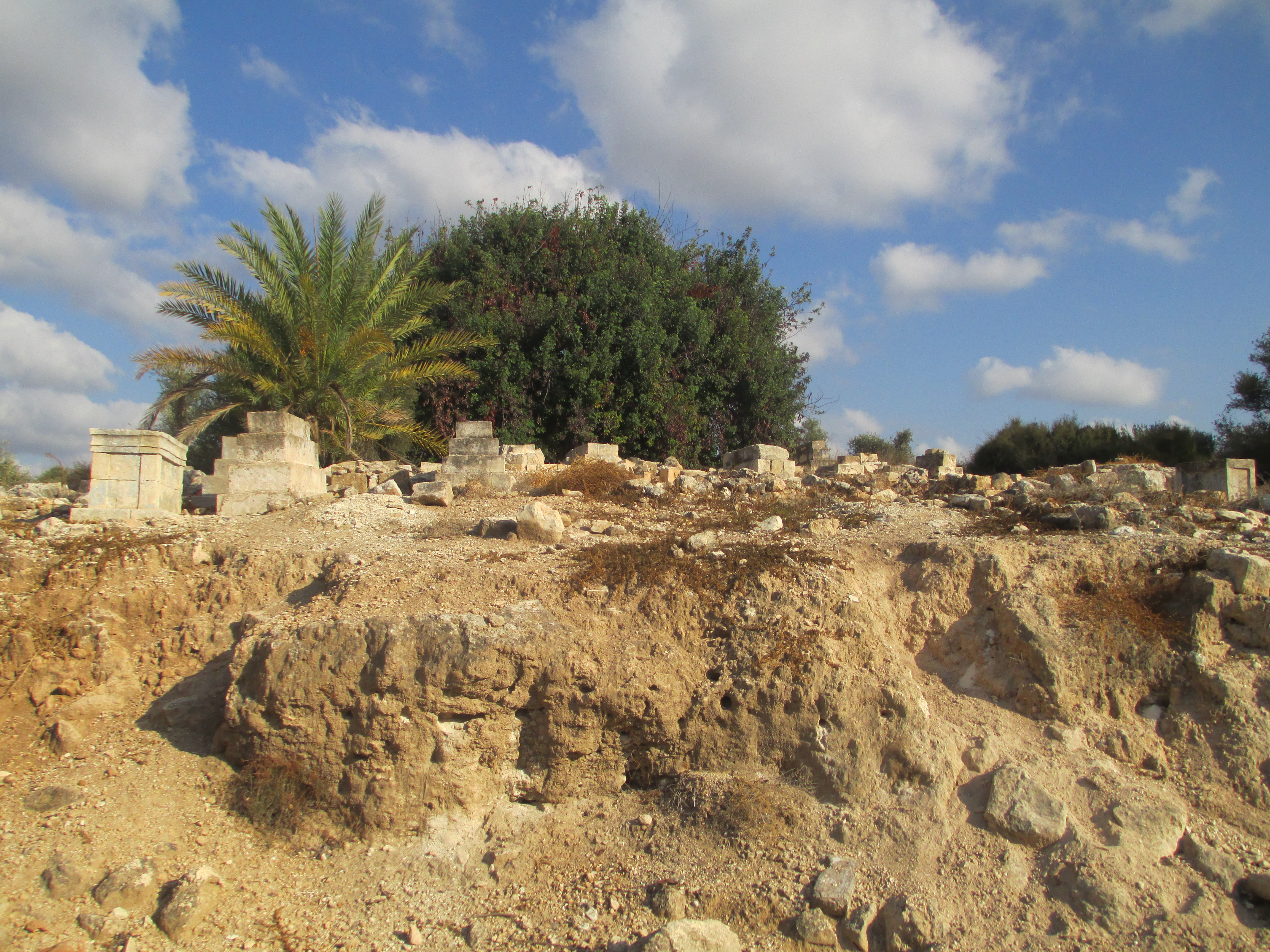